# Arthur Fritz Eugens
Arthur Fritz Eugens, o Fritz Eugens (31 ottobre 1930 – Dahmsdorf, 18 gennaio 1944), è stato un attore tedesco, attivo come attore bambino dal 1936 al 1942 (tra i 5 e i 12 anni d'età).

## Biografia
Attore bambino, morì a soli tredici anni in un incidente ferroviario a Dahmsdorf-Müncheberg. Nato nel 1930, esordì sullo schermo a soli cinque anni in un film diretto da Veit Harlan. In quell'anno, girò una mezza dozzina di pellicole. Nella sua carriera, che durò sei anni, prese parte a ventitré film, tra cui Il grande re, film epico della Germania nazista sulla figura di Federico II.

## Filmografia
- Kater Lampe, regia di Veit Harlan (1936)
- Arzt aus Leidenschaft, regia di Hans H. Zerlett (1936)
- Moral, regia di Hans H. Zerlett (1936)
- Ein Lied klagt an, regia di Georg Zoch (1936)
- Maria, die Magd, regia di Veit Harlan (1936)
- Kinderarzt Dr. Engel, regia di Johannes Riemann (1936)
- Vor Liebe wird gewarnt, regia di Carl Lamac (1937)
- Sotto il cielo delle Antille (Liebe geht seltsame Wege), regia di Hans H. Zerlett (1937)
- Patrioten, regia di Karl Ritter (1937)
- Leichtsinn, regia di Henry Oebels-Oebström (1937)
- Delitto sull'autostrada (Mordsache Holm), regia di Erich Engels (1938)
- Skandal um den Hahn
- Tu ed io (Du und ich)
- Il romanzo di un medico (Roman eines Arztes)
- La bella e la belva (Männer müssen so sein)
- Familie auf Bestellung, regia di Jürgen von Alten (1939)
- Ho trovato il mio uomo (Irrtum des Herzens), regia di Bernd Hofmann e Alfred Stöger (1939)
- Nemici (Feinde)
- Bismarck, regia di Wolfgang Liebeneiner (1940)
- Am Abend auf der Heide
- Ragazzi fortunati (Sonntagskinder)
- Il grande re (Der große König), regia di Veit Harlan
- Avventura di lusso (Ein Zug fährt ab), regia di Johannes Meyer (1942)